# Lenny
Lenny – amerykański film biograficzny z 1974 roku w reżyserii Boba Fosse, zrealizowany na podstawie sztuki Juliana Barry’ego. Oparta na faktach historia kontrowersyjnego komika Lenny’ego Bruce’a. Zdjęcia kręcono w Nowym Jorku i Miami.

## Główne role
- Dustin Hoffman jako Lenny Bruce
- Valerie Perrine jako Honey Bruce
- Jan Miner jako Sally Marr
- Stanley Beck jako Artie Silver
- Rashel Novikoff jako ciocia Mema
- Gary Morton jako Sherman Hart
- Guy Rennie jako Jack Goldstein

## Nagrody i nominacje (wybrane)
Oscary za rok 1974
- Najlepszy film – Marvin Worth (nominacja)
- Najlepsza reżyseria – Bob Fosse (nominacja)
- Najlepszy scenariusz adaptowany – Julian Barry (nominacja)
- Najlepszy aktor – Dustin Hoffman (nominacja)
- Najlepsza aktorka – Valerie Perrine (nominacja)
- Najlepsze zdjęcia – Bruce Surtees (nominacja)

Złote Globy 1974
- Najlepszy aktor dramatyczny – Dustin Hoffman (nominacja)
- Najlepsza aktorka dramatyczna – Valerie Perrine (nominacja)
- Najlepsza reżyseria – Bob Fosse (nominacja)

MFF w Cannes 1974
- Nagroda dla najlepszej aktorki – Valerie Perrine

Nagrody BAFTA 1977
- Najbardziej obiecujący debiut aktorski w głównej roli – Valerie Perrine
- Najlepszy aktor – Dustin Hoffman (nominacja)
- Najlepsza aktorka – Valerie Perrine (nominacja)